# Le Piège parfait
Le Piège parfait est le 35e épisode du feuilleton télévisé Prison Break et le 13e de la deuxième saison. Il s'agit du dernier épisode diffusé en 2006 aux États-Unis. 

## Résumé
Au téléphone, on entend la voix de Sara qui ne cesse d'appeler Michael. Mais les deux frères ne peuvent décrocher, ils sont mis en joue par Mahone. Celui-ci leur demande de se retourner mais Michael refuse en lui déclarant qu'il doit les regarder dans les yeux s'il veut les assassiner. Lincoln lui crie de laisser son frère partir, mais Mahone crie à son tour qu'il veut juste retrouver sa vie. Avant qu'il ait eu le temps d'exécuter son contrat, la patrouille des frontières des États-Unis surgit. Les forces de l'ordre demandent à Mahone de lâcher son arme même lorsqu'il leur annonce qu'il est un agent du FBI. Ils embarquent les deux frères. 
Toutes les chaînes de télévision relaient l’information : Lincoln Burrows et Michael Scofield ont été arrêtés. Kellerman dans sa voiture et les gardiens à Fox River entendent la nouvelle. Si au FBI les agents sont ravis, pour l'agent Kim, c'est une catastrophe. Son supérieur le fait appeler. 
Ed Pavelka, le nouveau directeur de la prison de Fox River affirme dans une interview que la tolérance qui existait sous l'ancienne direction est révolue. Il déclare que Lincoln sera exécuté comme prévu et que Michael sera probablement condamné à la prison à vie. 
Avant d'être renvoyés à Fox River, les deux frères sont gardés dans une cellule de la patrouille des frontières à Las Cruces, au Nouveau-Mexique. A de nombreuses occasions, Mahone et Michael se mesurent du regard. Mahone voudrait les escorter lui-même mais cette autorisation lui est refusée successivement par le département des corrections de l'Illinois et la patrouille des frontières. Il devient de plus en plus nerveux car l'agent Kim ne cesse de lui rappeler que Michael et Lincoln savent trop de choses et ne doivent en aucun cas retourner dans la prison. Il lui demande d'exécuter immédiatement les deux frères, malgré les protestations d'Alexander qui lui rappelle qu'ils se trouvent en plein commissariat. Toujours au téléphone, l'agent Kim le menace de s'en prendre à sa famille s'il refuse d'obéir aux ordres. Pendant ce temps, les deux frères sont démoralisés, Lincoln repense à leur père et au fait qu'en prison ils ne pourront jamais faire éclater la vérité. Michael le rassure en lui rappelant qu'ils ont droit à un appel et que Sara pourra les sauver. Un policier vient vite le détromper. Lincoln se demande également, en fixant Mahone, s'ils ne vont pas se faire descendre en chemin. 
Soudain la sonnerie du téléphone portable de Michael retentit. De sa cellule, il ne peut que rester fixer désespérément l'appareil, il sait que c'est Sara qui tente de le joindre. Sara lui laisse un message sur le répondeur où elle l'informe qu'elle n'est pas partie de Gila et qu'elle ne va pas bien du tout. Inquiète, déboussolée, elle le supplie de la contacter car il est la seule personne en qui elle ait confiance et qu'elle a besoin de savoir s'il va bien. Elle lui avoue qu'elle a besoin de lui. 
Un peu plus tard dans la journée, Sara voit enfin les informations sur une télévision et apprend l'arrestation des deux frères. Elle décide de changer d'apparence en se coupant les cheveux et jette ses papiers d'identité et le téléphone portable pour ne pas se faire repérer. 
Michael et Lincoln sont conduits vers un fourgon, entouré d'une escorte, pour les transporter à Fox River. Mahone n'ayant pu se résoudre à les tuer devant les forces de l'ordre, il les contemple impuissant. Au même instant, Kellerman contacte l'agent Kim et lui propose un marché : il les aide à éliminer les deux frères et en échange il est réintégré dans les services secrets. Son atout est d'avoir un ancien associé parmi les gardes qui escortent les deux prisonniers. Le supérieur de l'agent Kim lui dicte silencieusement d'accepter ce marché mais d'éliminer ensuite l'agent Kellerman devenu trop gênant. Durant la traversée en voiture, Kim recontacte Mahone et lui informe que Kellerman va mettre en place une embuscade à la sortie d'Albuquerque, toujours au Nouveau-Mexique. Il lui ordonne de provoquer une fusillade et d'en profiter pour tuer également Kellerman.
Pendant ce temps, Sucre est pourchassé dans les airs par les avions de la patrouille des frontières. Il demande au pilote s'ils sont encore aux États-Unis, celui lui répond qu'ils sont désormais au Mexique mais que depuis le 11 septembre 2001, des fuyards peuvent être poursuivis au-delà des frontières. Tous deux prennent un parachute et sautent de l'avion. Après son atterrissage, Sucre se rend compte que le pilote n'a pas survécu à sa chute, il poursuit donc sa route à pied.
À Pratt au Kansas, dans un bar de vétérans, T-Bag apprend également que les deux frères se sont fait attraper. En regardant autour de lui, il remarque qu'un homme a un crochet à la place de sa main. Intéressé, il demande à un sergent qui jouait au billard où il pourrait faire arranger sa main. Celui-ci lui indique le nom de l'Administration des Vétérans mais qu'il faut faire la queue et qu'on lui enverra quand même la facture. T-Bag se vante alors d'avoir de l'argent, ce qui ne plaît pas au vétéran qui refuse de lui donner davantage d'explications. T-Bag fixe alors sa main en plastique et lui dit qu'il sait par où commencer.
Le lendemain, muni de sa nouvelle main, T-Bag observe les gens sortir d'un bâtiment. Il repère une femme à l'allure banale et la courtise au restaurant où elle déjeune. Très facilement, il parvient à la séduire et lui promet de la rejoindre le soir à la fin de son travail. En fin d'après-midi, elle est ravie de le voir et accepte de lui rendre le service qu'il lui demande. Il invente une histoire d'héritage pour récupérer une adresse précise. Après lui avoir remis ce qu'il voulait, elle aperçoit soudain derrière lui sa photo accrochée sur le mur, elle comprend alors qu'il est l'un des "huit de Fox River". Après avoir été obligé de la tuer, il se rend à Ness City, dans le Kansas. Il sonne à la porte et une femme vient lui ouvrir. Il s'agit de Susan Hollander, son ancien amour qui l'avait dénoncé. Pétrifiée d'horreur, elle ne peut l'empêcher d'entrer et de refermer la porte derrière lui.
Poursuivi pour le meurtre de Roy Geary, Bellick clame en vain son innocence. Le message de menace qu'il a laissé sur le répondeur de Geary après que celui-ci s'est enfui avec les cinq millions de dollars, a un effet déplorable sur son affaire : il risque la peine capitale. Le juge le considérant comme un dangereux individu, la liberté sous caution lui est refusée. Son avocat le pousse à accepter un marché : 25 ans s'il reconnaît sa culpabilité. Influencé et terrifié, Bellick accepte à condition d'être emprisonné près de sa mère, à Fox River.
La bas, il explique au gardien de prison Louis Patterson, qu'il souhaite être dans un quartier protégé, en cellule isolée. Il lui informe qu'il a expressément demandé Fox River parce qu'il connaissait les gardiens, qu'il savait qu'il serait bien traité et qu'il pourrait demander à effectuer des travaux d'intérêt général d'ici un an et demi. Celui-ci le détrompe et lui annonce que le nouveau directeur croit en la discipline et qu'il ne délègue plus rien. Bellick découvre alors avec horreur, que pour ne pas faire de favoritisme, il est emprisonné parmi tous les autres détenus ordinaires. Il partage même sa cellule avec Avocado, le violeur de Tweener.
À l'intérieur du fourgon, Lincoln demande à son frère s'il ne regrette pas d'être venu l'aider. Michael lui affirme qu'il ne regrette pas les faits en eux-mêmes mais leur déroulement. Il lui assure qu'il sait que Lincoln aurait fait la même chose pour lui. Lincoln semble plus incertain, il ne peut s'empêcher de se sentir responsable des malheurs de son frère. Dans un flashback, il se souvient qu'à cause de lui, ils ont souvent changé de famille d'accueil. Mais Michael le rassure. Puis tous deux constatent que Lincoln n'a pas été correctement cadenassé. Leur fourgon arrive peu après dans un tunnel, mais la sortie est bouchée par un camion et sa remorque. Tous les gardes s'éloignent du fourgon pour dégager la voie. Les clés sont restées sur le siège à portée de Lincoln. Il propose à Michael de s'enfuir par une des portes ouvertes sur les côtés. Mais sous l’œil scrutateur de Mahone au loin, Michael se méfie et soupçonne un piège pour les assassiner. Il préfère aller en prison pour tenter de contacter Sara. Mais Lincoln lui répond froidement qu'elle est peut-être déjà morte et qu'ils doivent tenter leur chance. Michael finit par fléchir, ils se libèrent de leurs chaînes et s'élancent vers une porte sous les tirs des gardes. Mahone se met à leur poursuite en restant en contact téléphonique avec Kellerman basé sur le toit comme tireur. À l'intérieur du sous-sol, les deux frères essaient d'échapper à leurs poursuivants tout en cherchant une issue. Michael fait promettre à Lincoln de chercher Sara si quelque chose lui arrivait. Au bout d'un couloir, ils sont rejoints par l'agent Kellerman puis par l'agent Mahone. Ils voient alors leur fin arriver mais coup de théâtre, l'agent Kellerman tire en pleine poitrine sur Mahone. Il n'a pas accepté l'ingratitude de Caroline Reynolds et propose aux deux frères d'être leur nouvel allié. Ils s'enfuient alors ensemble.

## Informations complémentaires

### Chronologie
- L'action se déroule le soir du 3 juin et dans la journée du 4 juin selon le post-it collé sur le mur dans le bureau de Mahone dans l'épisode Panama (2x20). De plus, la présentatrice du journal télévisé Fox News indique que l'évasion date de moins de 10 jours.

### Culture
- Lors d'une conversation téléphonique avec l'agent Mahone, l'agent Kim compare Kellerman à Lee Harvey Oswald, le tireur fantoche derrière la conspiration. En recevant l'ordre d'assassiner Kellerman, Mahone suppose alors qu'il doit être Jack Ruby (l'assassin d'Oswald). Ironiquement l'agent Kim dément en affirmant que Ruby était seul alors que Mahone lui a le soutien du gouvernement des États-Unis.

- Un des officiers de police porte un bracelet jaune en plastique de la fondation Livestrong, créé et distribué par Lance Armstrong, dans la scène où Lincoln et Michael s'échappent du fourgon.

### Divers
- Haywire, L.J. et C-Note n'apparaissent pas dans cet épisode.
- C'est le premier épisode dans lequel apparait le général Jonathan Krantz, le patron du Cartel.
- Sucre est le premier évadé qui réussit à sortir indemne des Etats-Unis en s'enfuyant au Mexique. Ainsi il a échappé aux autorités américaines.

- La scène où la caméra fait un plan large sur Bellick dans sa cellule, mélangé parmi tous les autres détenus est une réminiscence d'un plan de Michael à Fox River[1].

- Le garde qui surveille Michael et Lincoln, "l'ancien associé de Kellerman", est le même garde qui a emmené L.J. à Kingman en Arizona[2].

- C'est la première fois que Michael Scofield et Paul Kellerman sont ensemble dans la même scène, hormis une brève apparition de Kellerman dans une voiture guettant le transfert de Michael dans une autre prison[3].

## Audiences et accueil critique
Cet épisode a réalisé la meilleure audience depuis le début de la deuxième saison aux États-Unis avec 9,6 millions de téléspectateurs.  
Dans l'ensemble, il obtient des appréciations positives de la plupart des critiques. Ainsi le chroniqueur du The Palm Beach Post conclut son article par « Prison Break's fall finale was certainly appealing. Can't wait 'til Jan. 22. » (« La conclusion du dernier épisode de Prison Break était incontestablement attirante. Peux pas attendre jusqu'au 22 janvier. »). 
De même, le critique du The San Diego Union-Tribune commence sa chronique par « Nothing gets the heart beating like a finale episode of Prison Break. » (« Rien ne fait battre le cœur autant qu'un épisode final de Prison Break ») et donne à l'épisode un A+. 
Comme un cliffhanger était attendu dans cet épisode, étant le dernier à être diffusé en 2006, le critique du TV Guide a estimé que Le piège parfait avait surpassé ses attentes. 
Le journaliste du Arizona Daily Star exprime son enthousiasme pour le prochain épisode en janvier 2007 en finissant sa chronique par « It's only 56 days. Only 1,344 hours. 80,640 minutes. 4,838,400 seconds... Mark your calendars. Prison Break returns Jan. 22" » (« Il y a seulement 56 jours. Seulement 1344 heures. Seulement 80640 secondes. 4 838400 secondes... Notez sur vos calendriers. "Prison Break" revient le 22 janvier. »). Il a également comparé le cliffhanger de cet épisode avec celui de Desperate Housewives en déclarant « I said yesterday that the Desperate Housewives cliffhanger was one of the best ever, but Prison Break just upped the ante. » (« J'ai dit hier que le cliffangher de Desperate Housewives était l'un des meilleurs, mais Prison Break a mis la barre plus haut. »).